# Вальтроп
Вальтроп (нім. Waltrop) — місто в Німеччині, знаходиться в землі Північний Рейн-Вестфалія. Підпорядковується адміністративному округу Мюнстер. Входить до складу району Реклінггаузен.
Площа — 46,98 км2. Населення становить 29 472 ос. (станом на 31 грудня 2020).